# Jewish Pioneer’s Memorial Museum

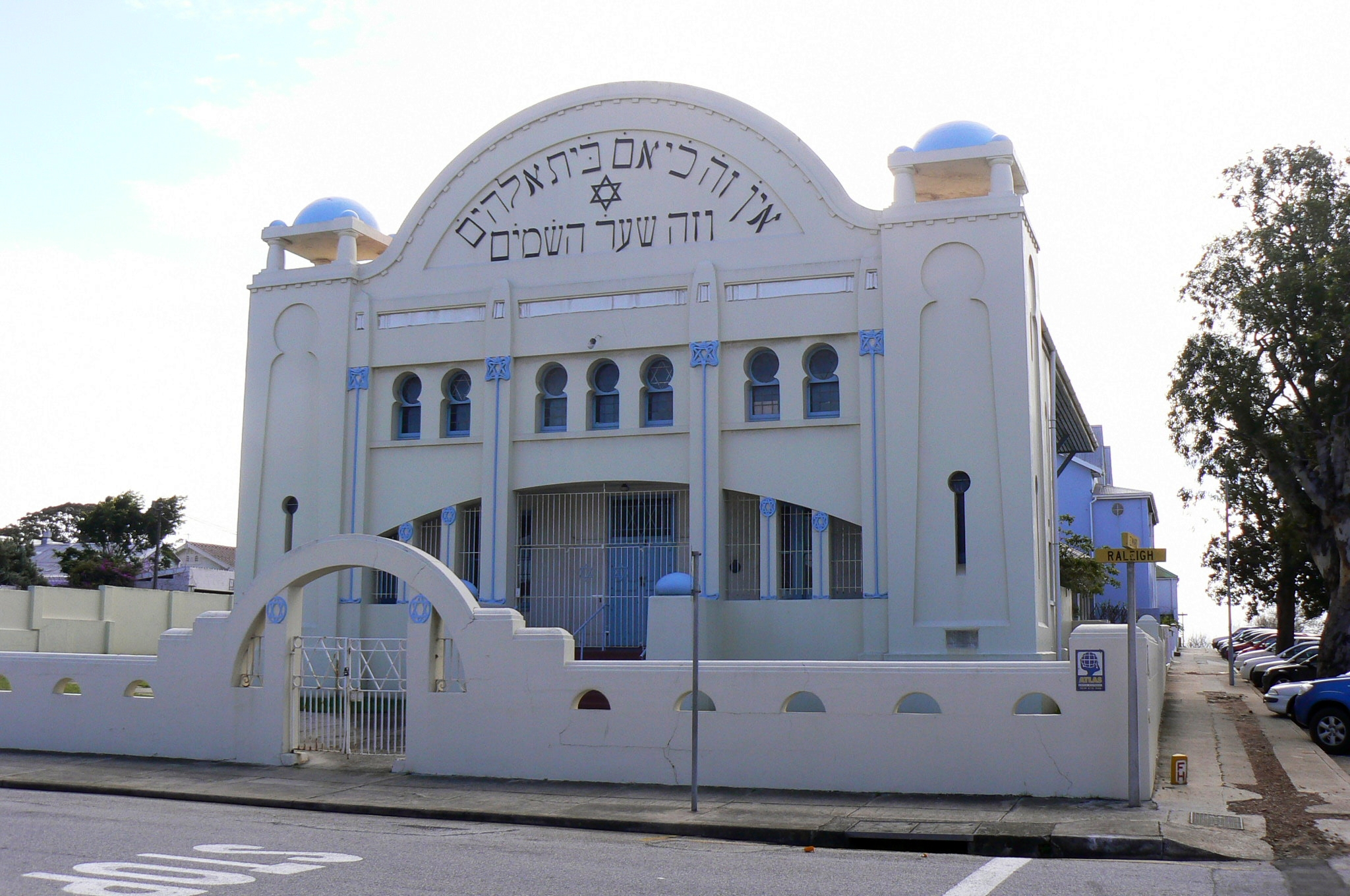
Raleigh-Street-Synagoge in Richmond Hill, Gqeberha

Das Jewish Pioneer’s Memorial Museum (auch Raleigh Street Synagogue) in Gqeberha ist eine museale Einrichtung und ein Archiv über das jüdische Leben in dieser südafrikanischen Hafenstadt. Es befindet sich seit 1986 in einer ehemaligen Synagoge.

## Gemeinde
Die jüdische orthodoxe Gemeinde (Port Elizabeth Orthodox Hebrew Congregation) in Port Elizabeth gründete sich 1908. Ihre Mitglieder kamen zum großen Teil aus den Gebieten Russlands, Litauens, Lettlands und Polens, weil sie da Verfolgungen und Pogromen ausgesetzt waren. Die ersten jüdischen Einwanderer in Port Elizabeth kamen jedoch schon Ende des 19. Jahrhunderts aus Russland. Die Port Elizabeth Orthodox Hebrew Congregation (Raleigh Street Shul) schloss sich 1954 mit der Western Road Hebrew Congregation zusammen. Letztere bestand überwiegend aus Mitgliedern britischer und deutscher Abstammung. In der Folge des Zusammenschlusses beider Gemeinden wurde die Western Road Synagoge 1957 abgerissen und ein neues Gotteshaus, die Glendinningvale Synagoge errichtet.

## Museum
Im Museum werden Zeugnisse jüdischen Lebens von Gqeberha aufbewahrt und ausgestellt. In der Sammlung befinden sich Dokumente über die Geiselbefreiungsaktion Israels auf dem ugandischen Flughafen Entebbe vom 4. Juli 1976. Das Museum steht unter einer ehrenamtlich Leitung und Verwaltung. Ferner dient es in der Region als jüdisches Informationszentrum. Die Finanzierung des Museums erfolgt über Spenden und Vermächtnisse sowie Zuwendungen aus dem Kreise der verstorbenen Gemeindeangehörigen.
Zu den Ausstellungsobjekten gehören Belege über den Greyshirts-Gerichtsprozess. Ein Mitglied der 1933 gegründeten Greyshirt-Organisation, Harry Victor Inch, unterstellte mit einem gefälschten Dokument der Gemeinde antichristliche Aktivitäten. Das damalige Gemeindemitglied Abraham Levy erhob dagegen Klage. Der Prozess wurde an der Eastern Cape Division des Obersten Gerichtshofes in Grahamstown unter Leitung des Gerichtspräsidenten Sir Thomas Graham geführt. Wegen Verleumdung wurde Inch zu sechs Jahren Gefängnis verurteilt. Die Greyshirt-Organisation war eine in den 1930er und 1940er Jahren aktive faschistische Organisation Südafrikas.

## Bauwerk
Der Synagogenbau ist nach einem Entwurf von Orlando Middleton im Art-Nouveau-Stil mit byzantinischem Architekturzitaten errichtet worden. Er wurde am 12. Dezember 1912 als Synagoge in der Raleigh Street von Rabbiner Juda Leo Landau aus Johannesburg während des Chanukkafestes geweiht. Das dafür notwendige Grundstück auf einer alten Marktplatzfläche, Ecke Raleigh und Edward Street, erwarb man bereits 1908.
Die Hauptfront des Bauwerks wird im Obergeschoss durch eine Reihe von Schlüssellochfenstern und einem halbkreisförmigen Giebelelement geprägt. Die Gebäudeecken treten durch pilasterartige Türme hervor, deren oberer Abschluss von einer Halbkugel gebildet wird. Die der Straße zugewandten Turmflächen sind mit dem Umriss eines überdimensionalen Schlüssellochreliefs gegliedert. Der Haupteingang ist in die Tiefe des Gebäudekubus versetzt und wird von einem weiten Bogen in der Fassade umschlossen.
Das Grundstück ist von einer schlichten Mauer mit horizontal angeordneten Halbkreisöffnungen eingefasst, in der ein Torbogen den Zugang auf den Vorhof zur Synagoge ermöglicht. Das Gebäude und die Grundstücksmauer sind einheitlich weiß getüncht. Nur die Halbkugelabdachungen der beiden Ecktürme, kleine Zierelemente in der Fassade und zwei Ellipsoide zu beiden Seiten der Haupttreppe treten durch ihre hellblaue Farbgebung deutlich hervor. Am Giebel stehen in hebräischer Schrift die Worte des Stammvaters Jakob: „Sicherlich ist dies das Haus Gottes und das sind die Tore des Himmels“. Im Zentrum des Schriftfeldes befindet sich ein Davidstern.
Um die Erinnerung an die frühe Gemeindegeschichte zu bewahren, kauften einige Gemeindemitglieder das nicht mehr als Synagoge genutzte Gebäude in der Raleigh Street auf und gründeten die Organisation The Synagogue & Youth Foundation. Danach stand das Gebäude jedoch viele Jahre leer und nahm durch Feuer und Plünderung erheblichen Schaden.
Durch einen Architekturstudenten und mit Unterstützung der damaligen Universität Gqeberha kam die verfallene Synagoge wieder in Erinnerung und wurde vom südafrikanischen Staat zum Nationaldenkmal erklärt. Sie steht seit 1986 unter Schutz. Die ehemalige Synagoge ist das älteste erhaltene Bauwerk seiner Art in der Provinz Eastern Cape. Der zweitälteste Synagogenbau von Südafrika war das 1957 abgerissene Gebäude der ehemaligen Western-Road-Gemeinde.